# Herkimer (hrabstwo Herkimer)
Herkimer – wieś w Stanach Zjednoczonych, w stanie Nowy Jork, w hrabstwie Herkimer.